# Franklin Delano Roosevelt Memorial
Il Franklin Delano Roosevelt Memorial è un memoriale dedicato al 32º Presidente degli Stati Uniti d'America, Franklin Delano Roosevelt.
Si trova a Washington, nelle immediate vicinanze del National Mall e del Campidoglio.
Dedicato il 2 maggio 1997, il memoriale si sviluppa su un'area totale di 7,5 acri (30.000 metri quadrati).

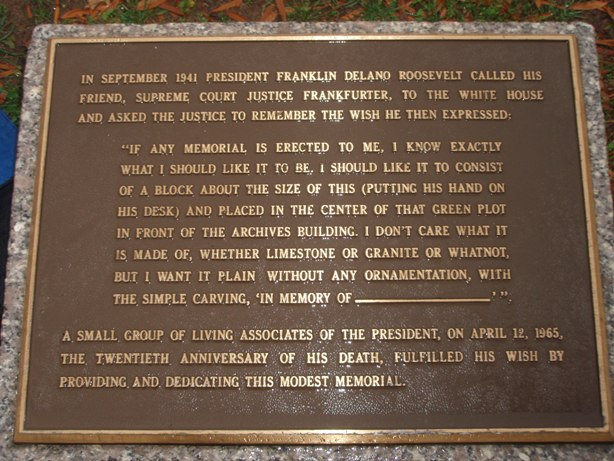
Un'iscrizione all'interno del memoriale